# Émile Claveau
Pour les articles homonymes, voir Claveau (homonymie).

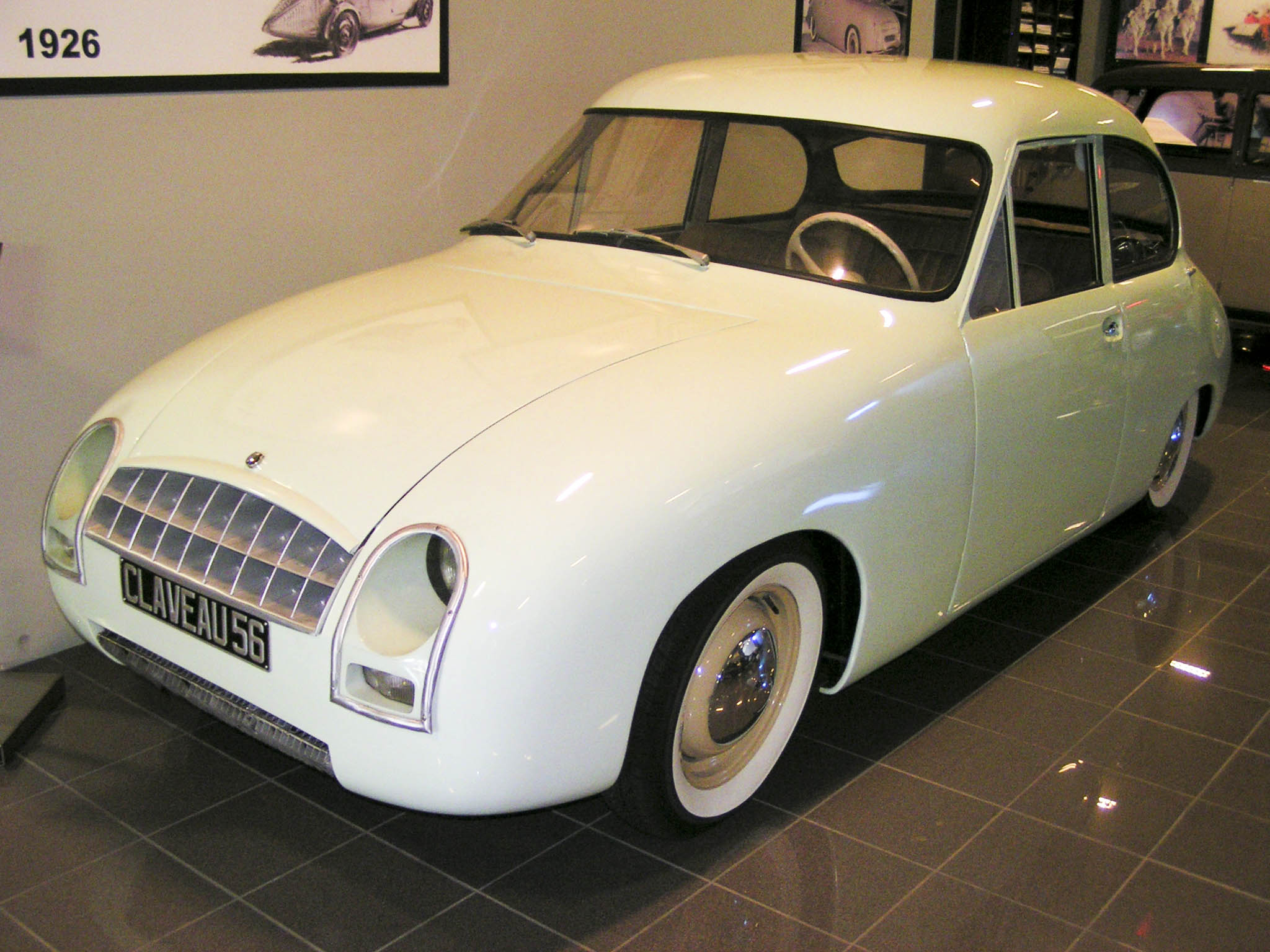
Claveau 1956

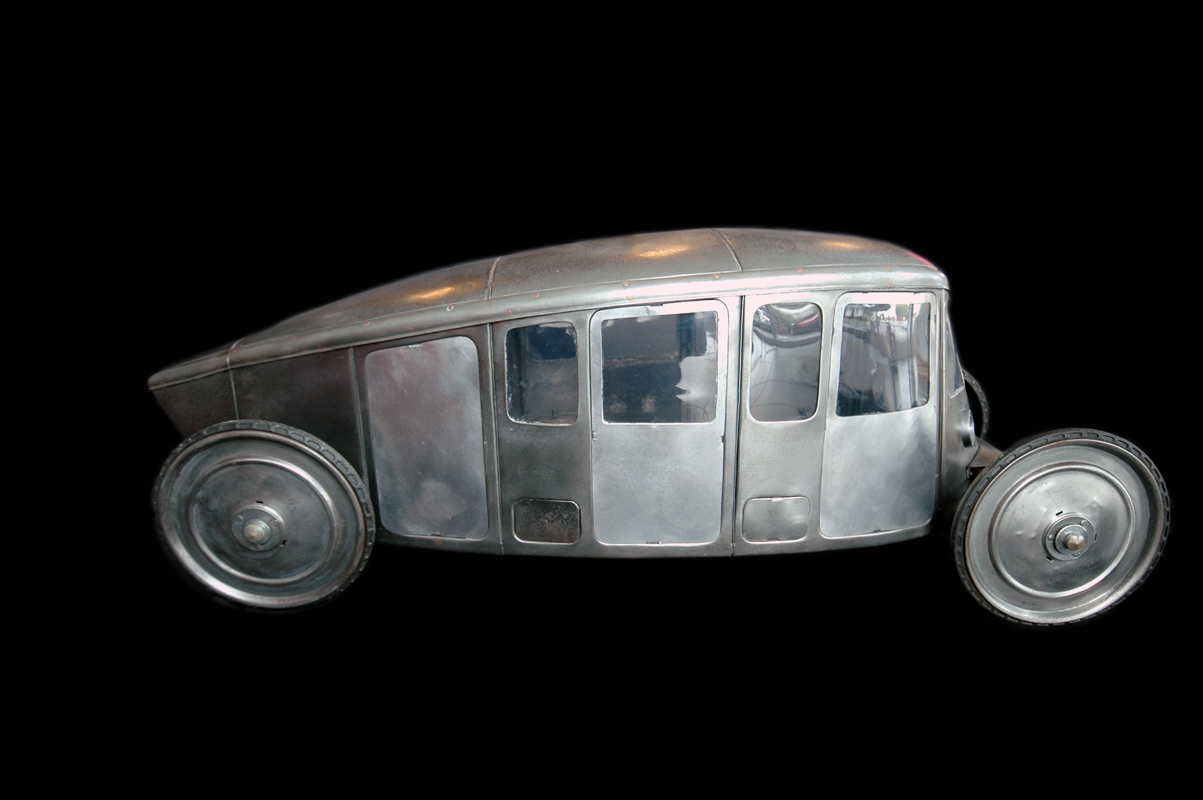
Claveau 1926 - prototype à moteur central

Émile Claveau, né le 23 janvier 1892 à Langeais (Indre-et-Loire) et mort le 10 mai 1974 dans le 15ème arrondissement de Paris, est un concepteur et constructeur d'automobiles, créateur de la Claveau Descartes.

## Automobiles Claveau
De 1926 à 1956, Émile Claveau a exposé des prototypes automobiles au Salon de Paris. Ces prototypes se caractérisaient tous par leur aérodynamisme et leur technologie en avance pour l'époque.
La Claveau Descartes, présentée en 1948, est un exemple de cette recherche de la modernité, c'était une traction avant à la ligne aérodynamique avec caisse autoporteuse en aluminium, 4 roues indépendantes et moteur V8.
De toutes les voitures produites par Émile Claveau, seul le prototype Claveau 1956 a survécu, il est actuellement exposé au Tampa Bay Automobile Museum de Pinellas Park en Floride.